# Юрко Крайняк
Юрко Крайняк, відомий також як Йозиф Крайник (нар. 1914, Австро-Угорщина — пом. грудень 1999, Ужгород, Україна) — український футболіст, нападник.
Відсидів 10 років у ГУЛАзі.

## Життєпис
У чемпіонаті Чехословаччини 1936/37 виступав за «Русь», відзначився 6-а забитими м'ячами (з 24-х голів ужгородського клубу) в Першій лізі. Разом з Йосипом Крижем став найкращим бомбардиром «Русі» в чехословацькому чемпіонаті, решту м'ячів ужгородського клубу забили: Йоганн Бідмон (5), Володимир Кобзяр (2), Шандор Карман (2), Юрай Хома (2), а Михал Суковський відзначився 1 автоголом.
Виступав також за «Спишську Нову-Весь», за яку у серпні 1938 року виступав у розіграші кубку Чехословаччини (після прийняття Мюнхенської угоди цей турнір так і не дограли)[джерело?].
Тривалий період часу залишався останнім живим членом ужгородської команди, яка виступала в Першій лізі (останнім був Олекса Бокшай).

## Статистика виступів у Першій лізі
| Рік                                  | Матчі | Голи | Хвилини | Клуб             |
| ------------------------------------ | ----- | ---- | ------- | ---------------- |
| Перша ліга 1936/37                   | 16    | 6    | 1 440   | «Русь» (Ужгород) |
| Загалом у Першій лізі Чехословаччини | 16    | 6    | 1 440   |                  |

## Літературга
- Luboš Jeřábek: Československý fotbal v číslech a faktech — Olympia 1991
- Jindřich Horák, Lubomír Král: Encyklopedie našeho fotbalu — Libri 1997
- Radovan Jelínek, Miloslav Jenšík a kol.: Atlas českého fotbalu — Radovan Jelínek 2006